# Roncus judsoni
Espèce
Roncus judsoni est une espèce de pseudoscorpions de la famille des Neobisiidae.

## Distribution
Cette espèce est endémique de Catalogne en Espagne. Elle se rencontre à Tortellà dans la grotte Cova de Poli.

## Description
Le mâle holotype mesure 2,21 mm, les mâles mesurent de 2,21 à 2,37 mm et les femelles de 1,94 à 2,63 mm.

## Étymologie
Cette espèce est nommée en l'honneur de Mark L. I. Judson.

## Publication originale
- Henderickx & Zaragoza, 2005 : Notes on Roncus (Pseudoscorpiones: Neobisiidae) from the Eastern Pyrenees: new synonymy and description of a new species. Revista Iberica de Aracnologia, vol. 11, no 1, p. 47-59 (texte intégral).